# Tinqueux
Tinqueux ist eine französische Gemeinde mit 10.662 Einwohnern (Stand: 1. Januar 2022) im Département Marne in der Region Grand Est. Die Einwohner heißen Aquatintiens. Sie gehört zum Kanton Reims-4.

## Lage
Tinqueux ist eine Vorstadt von Reims und wird umgeben von den Nachbargemeinden Saint-Brice-Courcelles im Norden, Reims im Osten, Bezannes im Süden, Ormes im Südwesten, Thillois im Westen und Champigny im Nordwesten.
Der Fluss Vesle bildet die nördliche Gemeindegrenze.

## Bevölkerungsentwicklung
| Jahr      | 1962 | 1968 | 1975 | 1982 | 1990   | 1999   | 2011   | 2018   |
| Einwohner | 3465 | 7394 | 8615 | 8014 | 10.154 | 10.083 | 10.061 | 10.154 |

## Geschichte
Als Ort kann Tinqueux erstmals 975 identifiziert werden. Während eine Besiedlung bereits für die späte Jungsteinzeit nachzuweisen ist und wohl auch in der gallorömischen Zeit hier eine kleine Ortschaft vor den Toren Reims bzw. Durocortorum bestand. Ab dem 12. Jahrhundert bis zur französischen Revolution 1789 gehörte Tinqueux zur Grafschaft Champagne.
Nachdem die Gemeinde in den beiden Weltkriegen massiv zerstört worden war, erlebte sie dann durch den Wiederaufbau einen regelrechten Boom.

## Sehenswürdigkeiten
- Kirchen Sainte-Bernadette und Saint-Pierre
- Parc de la Muire und Parc de loisir et de Sport de la Croix Cordier

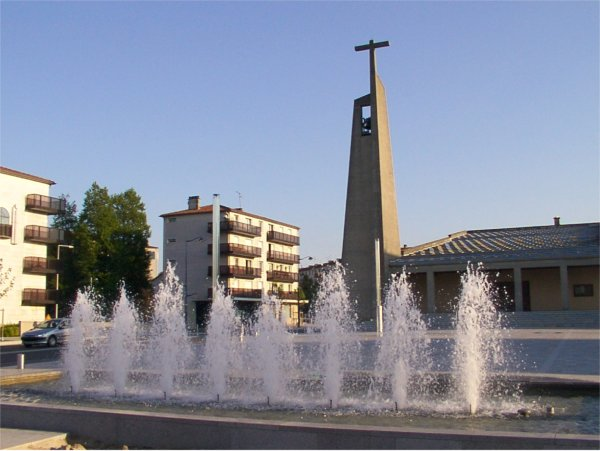
Kirche Saint-Bernadette in Tinqueux

## Städtepartnerschaften
- Leimen, Baden-Württemberg, seit 1966
- Myślenice, Woiwodschaft Kleinpolen, seit 2005